# Theta Aurigae
Theta Aurigae (θ Aur, θ Aurigae) sau Mahasim este o stea din constelația Vizitiul. Are o magnitudine aparentă aproximativ egală cu 2,62  și se află la o depărtare de aproximativ 166 ani-lumină (51 pc) de Pământ.